# Henryka Frąc
Henryka Frąc (ur. 1 czerwca 1924 w Rudej, zm. w październiku 2009) – polska rolnik i polityk, posłanka na Sejm PRL VII i VIII kadencji.

## Życiorys
Posiadała wykształcenie średnie ogólnokształcące, prowadziła gospodarstwo rolne. Była działaczką kółek rolniczych, kół gospodyń wiejskich i radną Rad Narodowych. Pełniła funkcję wiceprezesa Wojewódzkiego Komitetu Zjednoczonego Stronnictwa Ludowego. W 1976 uzyskała mandat posłanki na Sejm PRL VII kadencji w okręgu Toruń. Zasiadała w Komisji Pracy i Spraw Socjalnych oraz w Komisji Przemysłu Ciężkiego, Maszynowego i Hutnictwa. W 1980 uzyskała reelekcję w tym samym okręgu. W Sejmie VIII kadencji zasiadała w Komisji Pracy i Spraw Socjalnych, Komisji Przemysłu Lekkiego oraz w Komisji Przemysłu. Otrzymała Medal 30-lecia Polski Ludowej.